# Hochbunker Ungererstraße

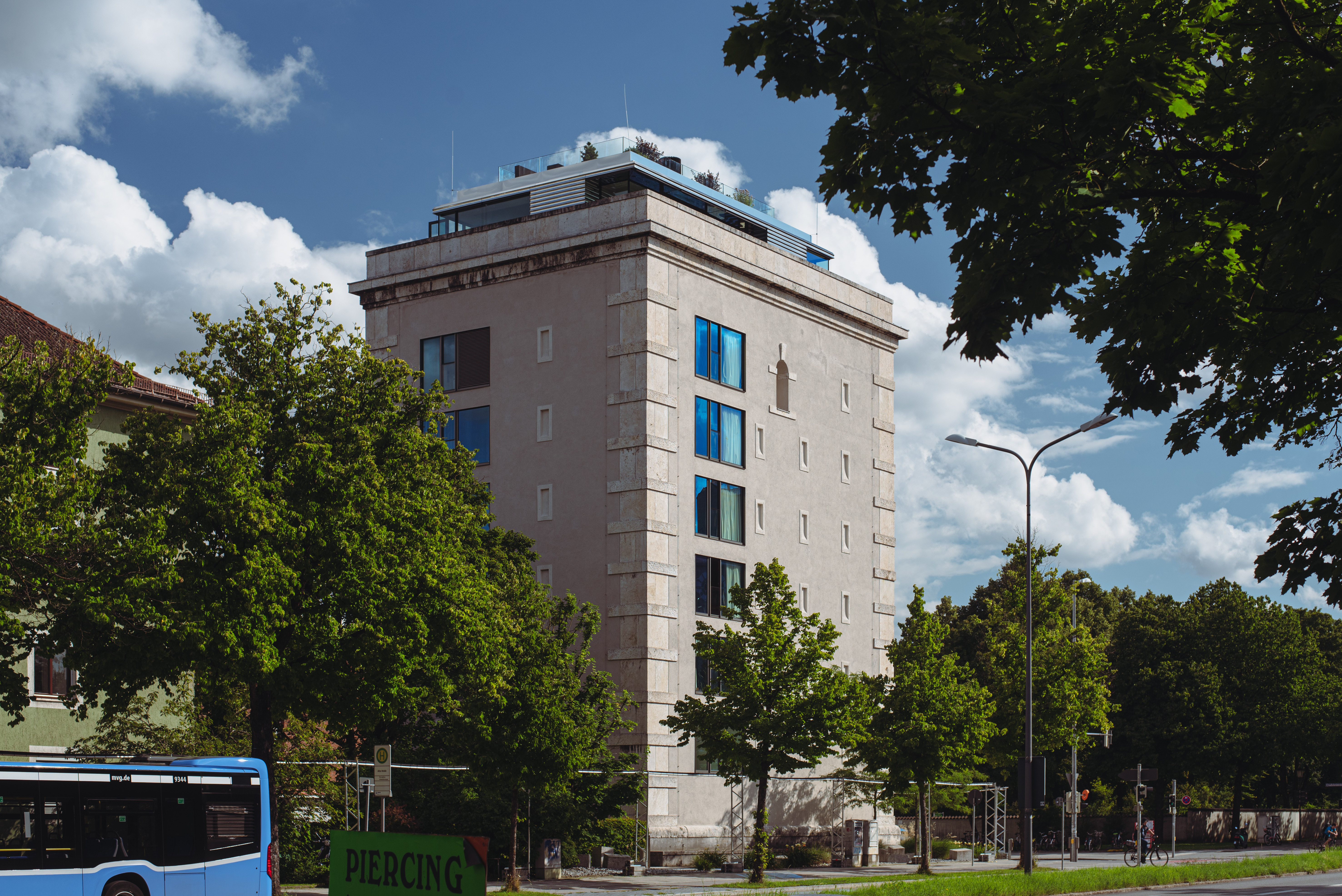
Nach dem Umbau

Der Hochbunker Ungererstraße in München-Schwabing wurde 1943 nach Plänen vom Städtischen Hochbauamt München errichtet und 2013 durch Immobilienentwickler Stefan Höglmaier in ein Wohnhaus umgebaut. Der Bau ist unter der Aktennummer D-1-62-000-8476 in der Denkmalliste Bayern eingetragen.

## Lage
Der ehemalige Hochbunker befindet sich im Münchner Stadtteil Schwabing in der Ungererstraße 158.

## Geschichte und Architektur
Es handelt sich um einen siebengeschossigen Massivbetonbau über einem rechteckigen Grundriss. Der Flachdachbau besitzt Eckrustizierung und Blindfenster. Der zwischen 1942 und 1943 erbaute Bunker sollte bis zu 700 Menschen bei Bombenangriffen Schutz bieten. Er kam jedoch nicht zur Anwendung und noch lange nach dem Krieg stand der Betonklotz leer.

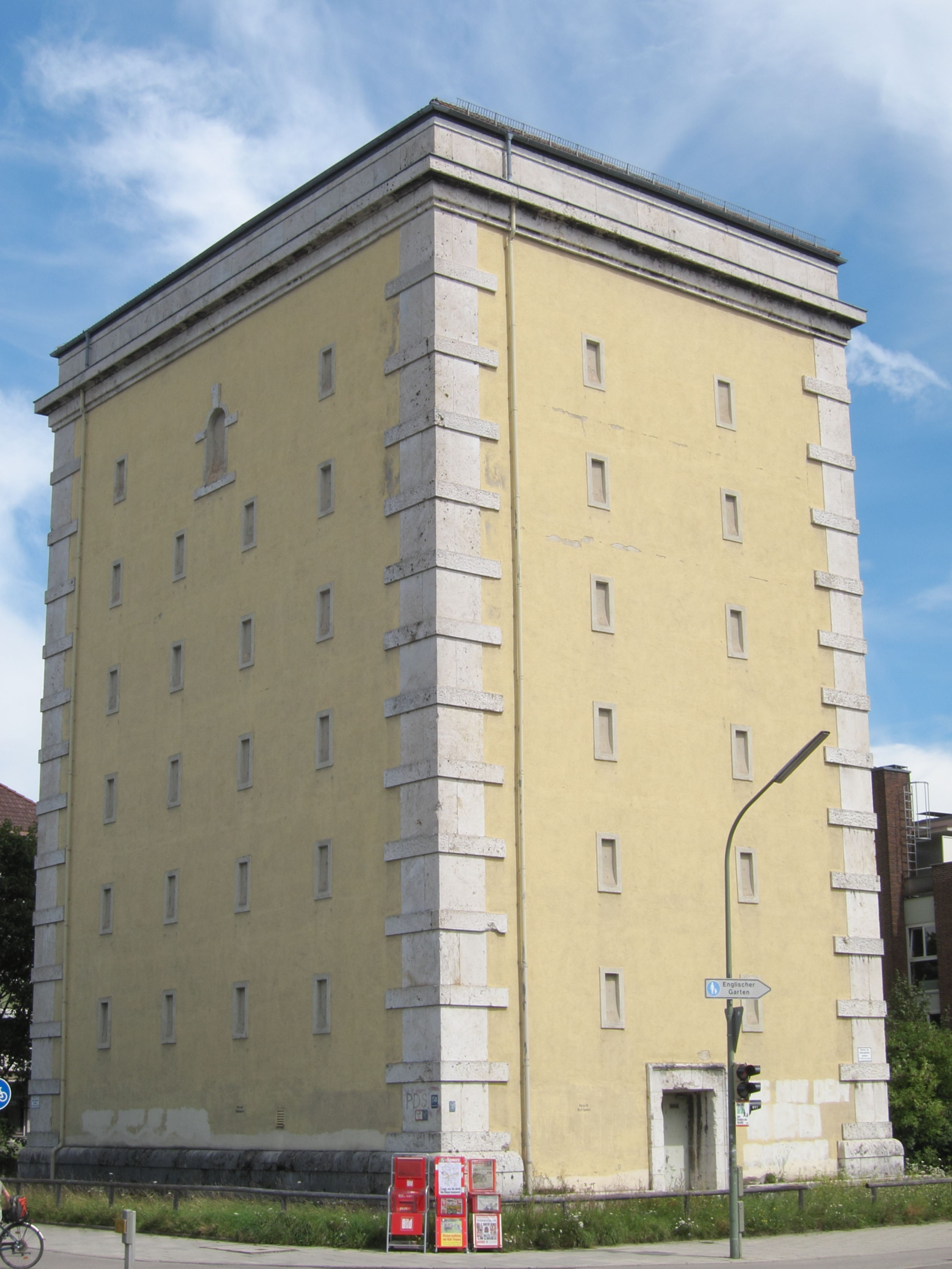
Vor dem Umbau

Stefan Höglmaier von Euroboden erwarb den Bunker, um diesen bewohnbar zu machen. Das Büro raumstation Architekten plante die Umgestaltung und leitete die entsprechenden Arbeiten. Bis zu 2000 Tonnen Beton wurden dem Hochbunker entnommen, um Tageslicht in das Innere zu bekommen. Höglmaier zog mit seiner Familie in das Penthouse. Ende 2022 ließ er es über einen Makler zum Kauf anbieten.
Auf Erdgeschossniveau befanden sich von 2014 bis Ende Juni 2022 Ausstellungsräume des von Höglmaier gegründeten Kunstraums BNKR (Kunst, Architektur).

## Baudenkmal
Der ehemalige Bunker steht unter Denkmalschutz und ist im Denkmalatlas des Bayerischen Landesamtes für Denkmalpflege sowie in der Liste der Baudenkmäler in Schwabing eingetragen.

## Filmografie
- 2015: At Home With...Stefan Höglmaier
- 2015: Videoblog 14 - andykoto.com - Der Hochbunker in der Ungererstrasse, München
- 2016: Wohnen im Bunker - München
- 2017: Ein Bunker als Penthouse | Euromaxx